# Specie di Corinnidae
Di seguito sono elencate tutte le 657 specie di ragni della famiglia Corinnidae note a giugno 2014

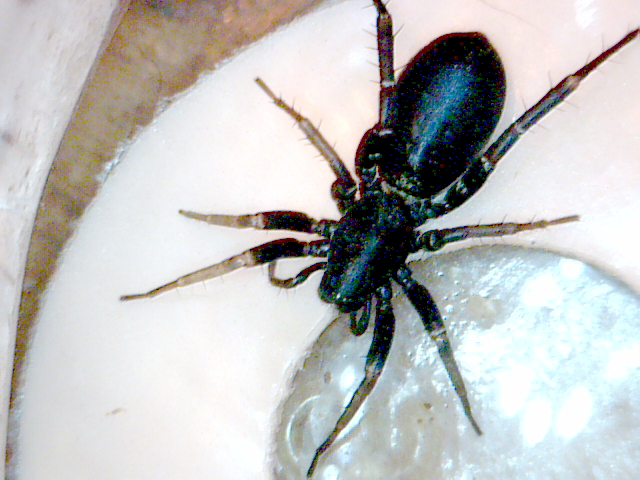
Castianeira sp.

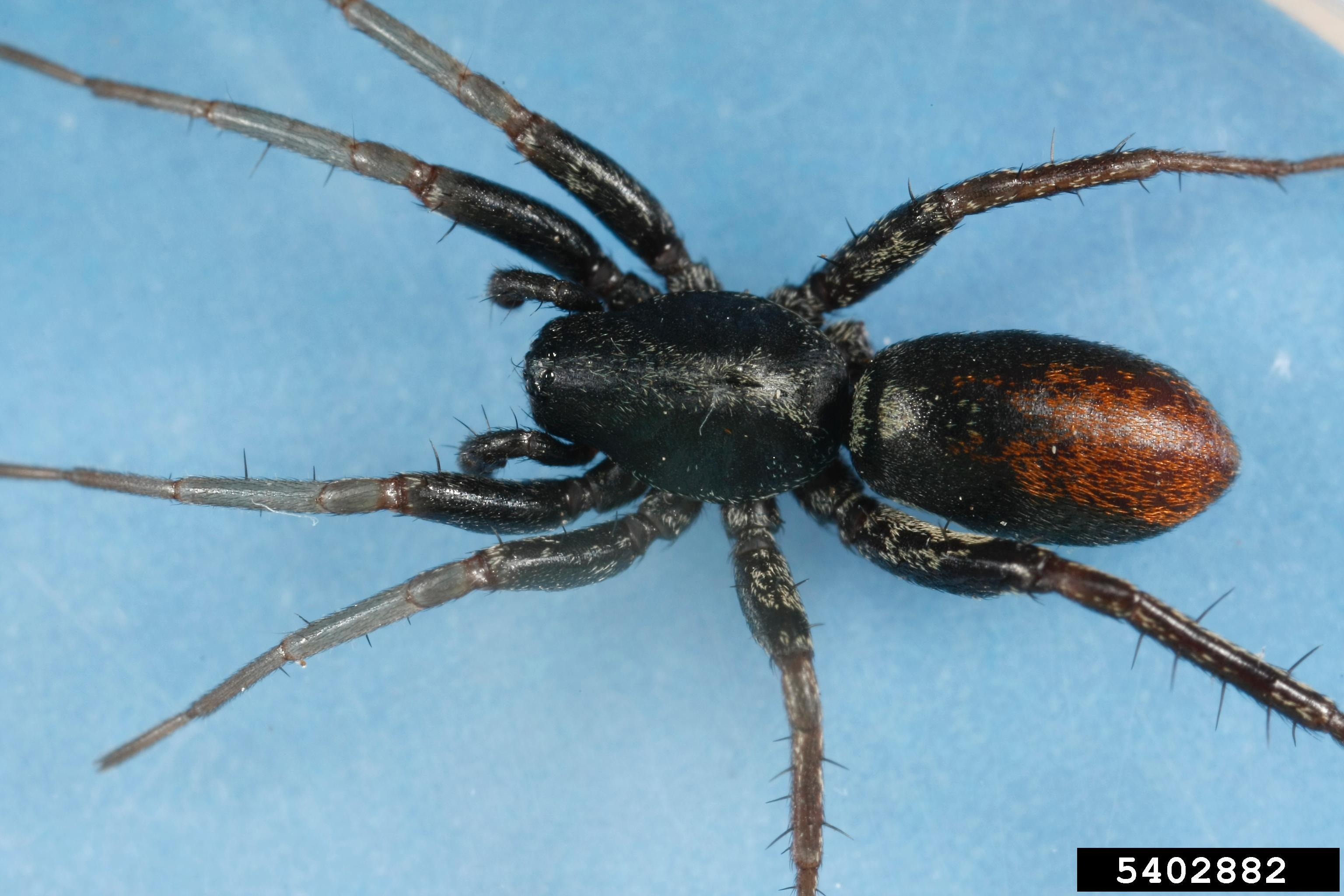
Castianeira descripta

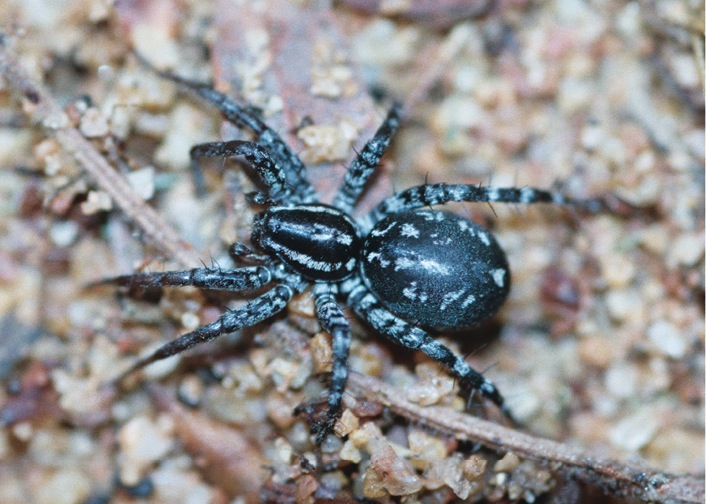
Copa flavoplumosa, femmina

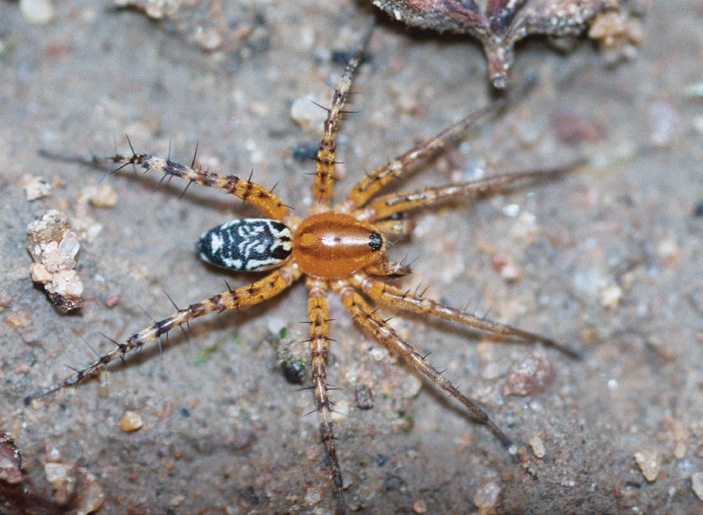
Copa flavoplumosa, maschio

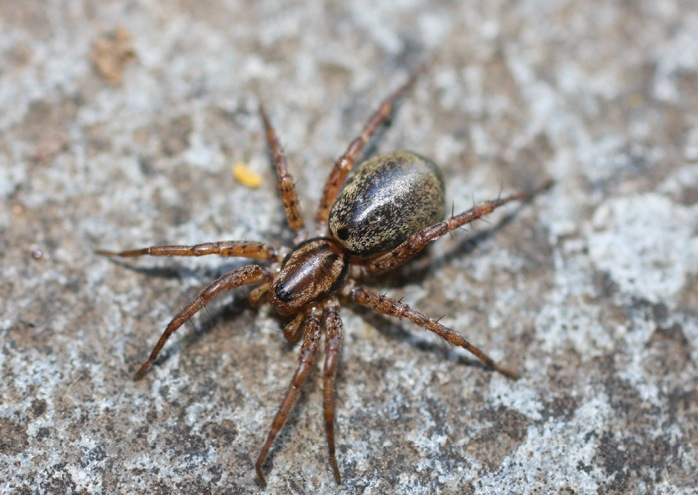
Copa kei, femmina

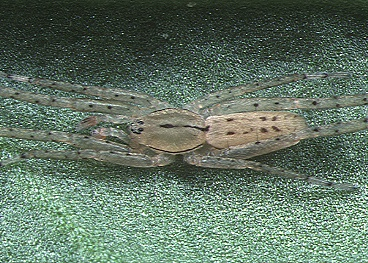
Humua takeuchii - maschio

Myrmecotypus rettenmeyeri - vista laterale

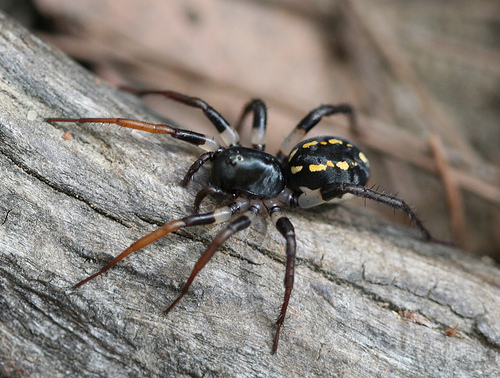
Supunna sp.

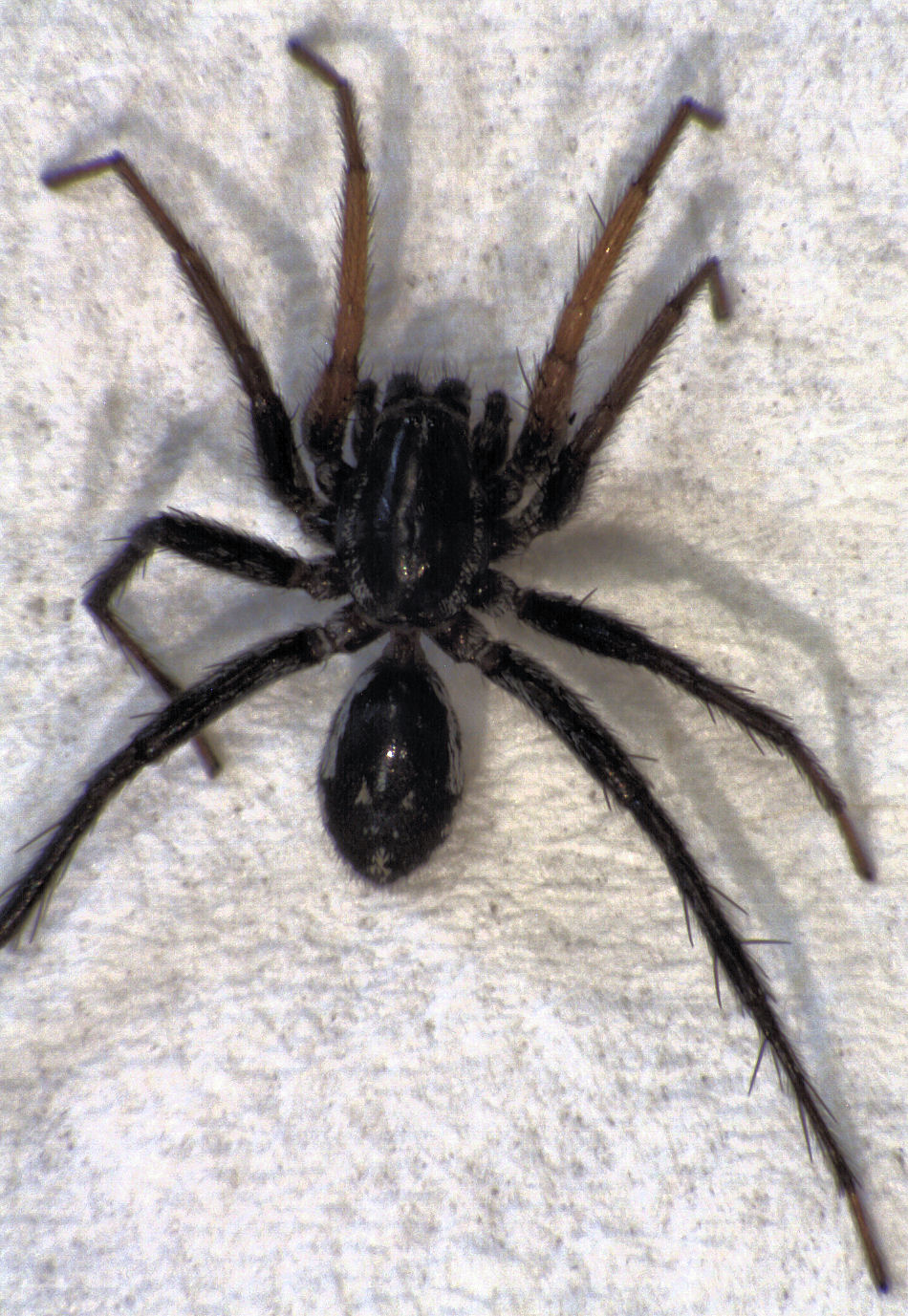
Supunna picta, maschio

## Abapeba
Abapeba Bonaldo, 2000
- Abapeba abalosi (Mello-Leitão, 1942) — Paraguay, Argentina
- Abapeba cleonei (Petrunkevitch, 1926) — Saint Thomas
- Abapeba echinus (Simon, 1896) — Brasile
- Abapeba grassima (Chickering, 1972) — Panama
- Abapeba guanicae (Petrunkevitch, 1930) — Porto Rico
- Abapeba hoeferi Bonaldo, 2000 — Brasile
- Abapeba kochi (Petrunkevitch, 1911) — Sudamerica
- Abapeba lacertosa (Simon, 1897) — Saint Vincent, Trinidad, Sudamerica settentrionale
- Abapeba luctuosa (F. O. P.-Cambridge, 1899) — Messico
- Abapeba lugubris (Schenkel, 1953) — Venezuela
- Abapeba pennata (Caporiacco, 1947) — Guyana
- Abapeba rioclaro Bonaldo, 2000 — Brasile
- Abapeba saga (F. O. P.-Cambridge, 1899) — Messico
- Abapeba sicarioides (Mello-Leitão, 1935) — Brasile
- Abapeba taruma Bonaldo, 2000 — Brasile
- Abapeba wheeleri (Petrunkevitch, 1930) — Porto Rico

## Aetius
Aetius O. P.-Cambridge, 1896
- Aetius decollatus O. P.-Cambridge, 1896 — India, Sri Lanka
- Aetius nocturnus Deeleman-Reinhold, 2001 — Borneo

## Allomedmassa
Allomedmassa Dankittipakul & Singtripop, 2014
- Allomedmassa day Dankittipakul & Singtripop, 2014 — Thailandia
- Allomedmassa deelemanae Dankittipakul & Singtripop, 2014 — Borneo
- Allomedmassa mae Dankittipakul & Singtripop, 2014 — Thailandia

## Apochinomma
Apochinomma Pavesi, 1881
- Apochinomma acanthaspis Simon, 1896 — Brasile
- Apochinomma armatum Mello-Leitão, 1922 — Brasile
- Apochinomma bilineatum Mello-Leitão, 1939 — Brasile
- Apochinomma constrictum Simon, 1896 — Brasile
- Apochinomma dacetonoides Mello-Leitão, 1948 — Guyana
- Apochinomma decepta Haddad, 2013 — Mozambico, Sudafrica
- Apochinomma dolosum Simon, 1897 — India
- Apochinomma elongata Haddad, 2013 — Tanzania, Malawi, Botswana
- Apochinomma formica Simon, 1896 — Brasile
- Apochinomma formicaeforme Pavesi, 1881 — Africa centrale, occidentale e meridionale
- Apochinomma formicoides Mello-Leitão, 1939 — Brasile
- Apochinomma malkini Haddad, 2013 — Nigeria
- Apochinomma myrmecioides Mello-Leitão, 1922 — Brasile
- Apochinomma nitidum (Thorell, 1895) — India, Myanmar, Thailandia, Borneo, Sulawesi
- Apochinomma parva Haddad, 2013 — Guinea
- Apochinomma pyriforme (Keyserling, 1891) — Brasile
- Apochinomma tuberculata Haddad, 2013 — Costa d'Avorio

## Arushina
Arushina Caporiacco, 1947
- Arushina dentichelis Caporiacco, 1947 — Tanzania

## Attacobius
Attacobius Mello-Leitão, 1925
- Attacobius attarum (Roewer, 1935) — Brasile
- Attacobius blakei Bonaldo & Brescovit, 2005 — Brasile
- Attacobius carranca Bonaldo & Brescovit, 2005 — Brasile
- Attacobius kitae Bonaldo & Brescovit, 2005 — Brasile
- Attacobius lamellatus Bonaldo & Brescovit, 2005 — Brasile
- Attacobius luederwaldti (Mello-Leitão, 1923) — Brasile
- Attacobius nigripes (Mello-Leitão, 1942) — Argentina
- Attacobius tucurui Bonaldo & Brescovit, 2005 — Brasile
- Attacobius uiriri Bonaldo & Brescovit, 2005 — Brasile
- Attacobius verhaaghi Bonaldo & Brescovit, 1998 — Brasile

## Austrophaea
Austrophaea Lawrence, 1952
- Austrophaea zebra Lawrence, 1952 — Africa meridionale

## Brachyphaea
Brachyphaea Simon, 1895
- Brachyphaea berlandi Lessert, 1915 — Africa orientale
- Brachyphaea castanea Simon, 1896 — Zanzibar
- Brachyphaea hulli Lessert, 1921 — Africa orientale
- Brachyphaea proxima Lessert, 1921 — Africa orientale
- Brachyphaea simoni Simon, 1895 — Africa orientale
- Brachyphaea simpliciaculeata Caporiacco, 1949 — Kenya
- Brachyphaea vulpina Simon, 1896 — Mozambico

## Cambalida
Cambalida Simon, 1910
- Cambalida compressa Haddad, 2012 — Africa occidentale
- Cambalida coriacea Simon, 1910 — Sierra Leone, Costa d'Avorio
- Cambalida deminuta (Simon, 1910) — Africa centrale ed occidentale
- Cambalida dippenaarae Haddad, 2012 — Africa meridionale
- Cambalida fagei (Caporiacco, 1939) — Etiopia
- Cambalida fulvipes Simon, 1910 — Guinea-Bissau
- Cambalida griswoldi Haddad, 2012 — Madagascar
- Cambalida lineata Haddad, 2012 — Madagascar
- Cambalida loricifera (Simon, 1886) — Senegal
- Cambalida unica Haddad, 2012 — Camerun

## Castianeira
Castianeira Keyserling, 1879
- Castianeira abuelita Reiskind, 1969 — Panama
- Castianeira adhartali Gajbe, 2003 — India
- Castianeira alata Muma, 1945 — USA
- Castianeira alba Reiskind, 1969 — Costa Rica, Panama
- Castianeira albivulvae Mello-Leitão, 1922 — Brasile
- Castianeira albomaculata Berland, 1922 — Kenya
- Castianeira albopicta Gravely, 1931 — India
- Castianeira alfa Reiskind, 1969 — USA
- Castianeira alteranda Gertsch, 1942 — USA, Canada
- Castianeira amiantis Butt & Beg, 2001 — Pakistan
- Castianeira amoena (C. L. Koch, 1841) — USA, Messico
- Castianeira antinorii (Pavesi, 1880) — Algeria, Tunisia, Sudan, Egitto
- Castianeira arcistriata Yin et al., 1996 — Cina
- Castianeira argentina Mello-Leitão, 1942 — Argentina
- Castianeira arnoldii Charitonov, 1946 — Uzbekistan
- Castianeira athena Reiskind, 1969 — USA, Messico
- Castianeira atypica Mello-Leitão, 1929 — Brasile
- Castianeira azteca Reiskind, 1969 — Messico
- Castianeira badia (Simon, 1877) — Spagna
- Castianeira bartholini Simon, 1901 — Africa orientale
- Castianeira bengalensis Biswas, 1984 — India
- Castianeira bicolor (Simon, 1890) — Africa orientale
- Castianeira brevis Keyserling, 1891 — Brasile
- Castianeira brunellii Caporiacco, 1940 — Etiopia
- Castianeira buelowae Mello-Leitão, 1946 — Paraguay
- Castianeira carvalhoi Mello-Leitão, 1947 — Brasile
- Castianeira cecchii (Pavesi, 1883) — Etiopia, Africa orientale
- Castianeira chrysura Mello-Leitão, 1943 — Brasile
- Castianeira cincta (Banks, 1929) — Panama
- Castianeira cingulata (C. L. Koch, 1841) — USA, Canada
- Castianeira claveroensis Mello-Leitão, 1943 — Argentina
- Castianeira crocata (Hentz, 1847) — USA
- Castianeira crucigera (Hentz, 1847) — USA
- Castianeira cubana (Banks, 1926) — USA, Cuba, Panama
- Castianeira cyclindracea Simon, 1896 — Brasile
- Castianeira daoxianensis Yin et al., 1996 — Cina
- Castianeira delicatula Simon, 1910 — Sierra Leone
- Castianeira dentata Chickering, 1937 — Panama
- Castianeira descripta (Hentz, 1847) — USA, Canada
- Castianeira dorsata (Banks, 1898) — USA, Messico
- Castianeira drassodidoides Strand, 1915 — Israele
- Castianeira dubia (O. P.-Cambridge, 1898) — dal Messico a Panama
- Castianeira dubia Mello-Leitão, 1922 — Brasile
- Castianeira dugesi (Becker, 1879) — Messico
- Castianeira flavimaculata Hu, Song & Zheng, 1985 — Cina, Corea
- Castianeira flavipatellata Yin et al., 1996 — Cina
- Castianeira flavipes Gravely, 1931 — India
- Castianeira flebilis O. P.-Cambridge, 1898 — Messico
- Castianeira floridana (Banks, 1904) — USA, Cuba
- Castianeira formosula Simon, 1910 — Isola di Bioko (Golfo di Guinea)
- Castianeira fusconigra Berland, 1922 — Kenya
- Castianeira gaucha Mello-Leitão, 1943 — Brasile
- Castianeira gertschi Kaston, 1945 — USA, Canada
- Castianeira guapa Reiskind, 1969 — Panama
- Castianeira himalayensis Gravely, 1931 — India
- Castianeira hongkong Song, Zhu & Wu, 1997 — Cina
- Castianeira indica Tikader, 1981 — India
- Castianeira inquinata (Thorell, 1890) — Sumatra
- Castianeira insulicola Strand, 1916 — Africa orientale
- Castianeira isophthalma Mello-Leitão, 1930 — Brasile
- Castianeira lachrymosa (O. P.-Cambridge, 1898) — Messico
- Castianeira leptopoda Mello-Leitão, 1929 — Brasile
- Castianeira littoralis Mello-Leitão, 1926 — Brasile
- Castianeira longipalpa (Hentz, 1847) — USA, Canada
- Castianeira luctifera Petrunkevitch, 1911 — USA
- Castianeira luctuosa O. P.-Cambridge, 1898 — Messico
- Castianeira luteipes Mello-Leitão, 1922 — Brasile
- Castianeira maculata Keyserling, 1891 — Brasile
- Castianeira majungae Simon, 1896 — Madagascar
- Castianeira memnonia (C. L. Koch, 1841) — Panama
- Castianeira mexicana (Banks, 1898) — USA, Messico
- Castianeira micaria (Simon, 1886) — Senegal
- Castianeira minensis Mello-Leitão, 1926 — Brasile
- Castianeira munieri (Simon, 1877) — Marocco, Algeria
- Castianeira nanella Gertsch, 1933 — USA, Messico
- Castianeira obscura Keyserling, 1891 — Brasile
- Castianeira occidens Reiskind, 1969 — USA, Messico
- Castianeira onerosa (Keyserling, 1891) — Brasile
- Castianeira patellaris Mello-Leitão, 1943 — Brasile
- Castianeira peregrina (Gertsch, 1935) — USA
- Castianeira phaeochroa Simon, 1910 — Guinea-Bissau
- Castianeira pictipes Mello-Leitão, 1942 — Argentina
- Castianeira plorans (O. P.-Cambridge, 1898) — Messico
- Castianeira polyacantha Mello-Leitão, 1929 — Brasile
- Castianeira pugnax Mello-Leitão, 1948 — Guyana
- Castianeira pulcherrima (O. P.-Cambridge, 1874) — Cordigliera delle Ande
- Castianeira quadrimaculata Reimoser, 1934 — India
- Castianeira quadritaeniata (Simon, 1905) — Giava, Filippine
- Castianeira quechua Chamberlin, 1916 — Perù
- Castianeira rica Reiskind, 1969 — dal Messico alla Costa Rica
- Castianeira rothi Reiskind, 1969 — USA
- Castianeira rubicunda Keyserling, 1879 — Colombia
- Castianeira rugosa Denis, 1958 — Afghanistan
- Castianeira russellsmithi Deeleman-Reinhold, 2001 — Sulawesi
- Castianeira rutilans Simon, 1896 — Brasile
- Castianeira salticina (Taczanowski, 1874) — Guyana Francese
- Castianeira scutata Schmidt, 1971 — Brasile
- Castianeira setosa Mello-Leitão, 1947 — Brasile
- Castianeira sexmaculata Mello-Leitão, 1926 — Brasile
- Castianeira shaxianensis Gong, 1983 — Cina, Corea, Giappone
- Castianeira similis (Banks, 1929) — dal Messico a Panama
- Castianeira soyauxi (Karsch, 1879) — Congo
- Castianeira spinipalpis Mello-Leitão, 1945 — Argentina
- Castianeira stylifera Kraus, 1955 — El Salvador
- Castianeira tenuiformis Simon, 1896 — Bolivia, Paraguay
- Castianeira tenuis Simon, 1896 — Brasile
- Castianeira teres Simon, 1897 — Paraguay
- Castianeira thalia Reiskind, 1969 — USA
- Castianeira thomensis Simon, 1910 — São Tomé (Golfo di Guinea)
- Castianeira tinae Patel & Patel, 1973 — India, Cina
- Castianeira trifasciata Yin et al., 1996 — Cina
- Castianeira trilineata (Hentz, 1847) — USA, Canada
- Castianeira trimac Reiskind, 1969 — Panama
- Castianeira truncata Kraus, 1955 — El Salvador
- Castianeira valida Keyserling, 1891 — Brasile
- Castianeira variata Gertsch, 1942 — USA, Canada
- Castianeira venusta (Banks, 1898) — Messico, Guatemala
- Castianeira venustula (Pavesi, 1895) — Etiopia
- Castianeira virgulifera Mello-Leitão, 1922 — Brasile
- Castianeira vittatula Roewer, 1951 — Brasile
- Castianeira vulnerea Gertsch, 1942 — USA
- Castianeira walsinghami (O. P.-Cambridge, 1874) — USA, Canada
- Castianeira xanthomela Mello-Leitão, 1941 — Argentina
- Castianeira zembla Reiskind, 1969 — Messico
- Castianeira zetes Simon, 1897 — Bangladesh, India
- Castianeira zionis (Chamberlin & Woodbury, 1929) — USA

## Castoponera
Castoponera Deeleman-Reinhold, 2001
- Castoponera ciliata (Deeleman-Reinhold, 1993) — Malaysia, Sumatra
- Castoponera lecythus Deeleman-Reinhold, 2001 — Borneo
- Castoponera scotopoda (Deeleman-Reinhold, 1993) — Borneo

## Coenoptychus
Coenoptychus Simon, 1885
- Coenoptychus pulcher Simon, 1885 — India, Sri Lanka

## Copa
Copa Simon, 1886
- Copa annulata Simon, 1896 — Sri Lanka
- Copa auroplumosa Strand, 1907 — Madagascar
- Copa flavoplumosa Simon, 1886 — Africa occidentale
- Copa kei Haddad, 2013 — Sudafrica
- Copa lineata Simon, 1903 — Madagascar
- Copa spinosa Simon, 1896 — Sri Lanka

## Copuetta
Copuetta Haddad, 2013
- Copuetta comorica Haddad, 2013 — Isole Comore
- Copuetta erecta Haddad, 2013 — Mozambico, Sudafrica
- Copuetta kakamega Haddad, 2013 — Kenya
- Copuetta kwamgumi Haddad, 2013 — Tanzania
- Copuetta lacustris (Strand, 1916) — Africa centrale, orientale e meridionale
- Copuetta lesnei Haddad, 2013 — Mozambico
- Copuetta litipo Haddad, 2013 — Tanzania
- Copuetta lotzi Haddad, 2013 — Sudafrica
- Copuetta magna Haddad, 2013 — Tanzania, Mozambico, Sudafrica
- Copuetta maputa Haddad, 2013 — Mozambico, Sudafrica
- Copuetta naja Haddad, 2013 — Tanzania
- Copuetta uzungwa Haddad, 2013 — Tanzania
- Copuetta wagneri Haddad, 2013 — Uganda

## Corinna
Corinna C. L. Koch, 1841
- Corinna aberrans Franganillo, 1926 — Cuba
- Corinna aechmea Rodrigues & Bonaldo, 2014 — Brasile
- Corinna aenea Simon, 1896 — Brasile
- Corinna alticeps (Keyserling, 1891) — Brasile
- Corinna andina (Simon, 1898) — Ecuador
- Corinna annulipes (Taczanowski, 1874) — Brasile, Guyana Francese, Perù
- Corinna anomala Schmidt, 1971 — Ecuador
- Corinna areolata Thorell, 1899 — Camerun
- Corinna balacobaco Rodrigues & Bonaldo, 2014 — Brasile
- Corinna bicincta Simon, 1896 — Brasile
- Corinna bonneti Caporiacco, 1947 — Guyana
- Corinna botucatensis (Keyserling, 1891) — Brasile
- Corinna bristoweana Mello-Leitão, 1926 — Brasile
- Corinna brunneipeltula Strand, 1911 — Nuova Guinea
- Corinna buccosa Simon, 1896 — Amazzonia
- Corinna bulbosa F. O. P.-Cambridge, 1899 — dal Messico a Panama
- Corinna bulbula F. O. P.-Cambridge, 1899 — Panama
- Corinna caatinga Rodrigues & Bonaldo, 2014 — Brasile
- Corinna capito (Lucas, 1856) — Brasile
- Corinna chickeringi (Caporiacco, 1955) — Venezuela
- Corinna colombo Bonaldo, 2000 — Brasile, Argentina
- Corinna corvina Simon, 1896 — Paraguay
- Corinna cribrata (Simon, 1886) — Zanzibar
- Corinna cruenta (Bertkau, 1880) — Brasile
- Corinna demersa Rodrigues & Bonaldo, 2014 — Brasile
- Corinna ducke Bonaldo, 2000 — Brasile
- Corinna eresiformis Simon, 1896 — Amazzonia
- Corinna escalvada Rodrigues & Bonaldo, 2014 — Brasile
- Corinna ferox Simon, 1896 — Brasile, Perù
- Corinna galeata Simon, 1896 — Brasile
- Corinna granadensis (L. Koch, 1866) — Colombia
- Corinna grandis (Simon, 1898) — Brasile, Guyana
- Corinna haemorrhoa (Bertkau, 1880) — Brasile
- Corinna hyalina Rodrigues & Bonaldo, 2014 — Brasile
- Corinna ignota Mello-Leitão, 1922 — Brasile
- Corinna inermis (Bertkau, 1880) — Brasile
- Corinna javuyae Petrunkevitch, 1930 — Porto Rico
- Corinna jecatatu Rodrigues & Bonaldo, 2014 — Brasile
- Corinna kochi (Simon, 1898) — Colombia
- Corinna kuryi Rodrigues & Bonaldo, 2014 — Brasile
- Corinna loiolai Rodrigues & Bonaldo, 2014 — Brasile
- Corinna longitarsis Strand, 1906 — São Tomé (Golfo di Guinea)
- Corinna loricata (Bertkau, 1880) — Brasile, Uruguay, Paraguay, Argentina
- Corinna macra (L. Koch, 1866) — Colombia
- Corinna major Berland, 1922 — Kenya
- Corinna mandibulata Strand, 1906 — Etiopia
- Corinna maracas Rodrigues & Bonaldo, 2014 — Brasile
- Corinna mexicana (Banks, 1898) — Messico
- Corinna modesta Banks, 1909 — Costa Rica
- Corinna mourai Bonaldo, 2000 — Brasile
- Corinna napaea Simon, 1897 — Saint Vincent
- Corinna nitens (Keyserling, 1891) — Brasile, Uruguay, Paraguay, Argentina
- Corinna nossibeensis Strand, 1907 — Madagascar
- Corinna octodentata Franganillo, 1946 — Cuba
- Corinna olivacea Strand, 1906 — Etiopia
- Corinna parva (Keyserling, 1891) — Brasile
- Corinna parvula Bryant, 1940 — Cuba, Hispaniola
- Corinna peninsulana Banks, 1898 — Messico
- Corinna perida Chickering, 1972 — Panama
- Corinna phalerata Simon, 1896 — Brasile
- Corinna pictipes Banks, 1909 — Costa Rica
- Corinna plumipes (Bertkau, 1880) — Brasile
- Corinna propera (Dyal, 1935) — Pakistan
- Corinna punicea Simon, 1897 — Saint Vincent
- Corinna recurva Bonaldo, 2000 — Brasile
- Corinna regii Rodrigues & Bonaldo, 2014 — Brasile
- Corinna rubripes C. L. Koch, 1841 — Brasile, Guyana
- Corinna sanguinea Strand, 1906 — Etiopia 
  - Corinna sanguinea inquirenda Strand, 1906 — Etiopia
- Corinna selysi (Bertkau, 1880) — Brasile
- Corinna spinifera (Keyserling, 1887) — Nicaragua
- Corinna tatei Gertsch, 1942 — Venezuela
- Corinna telecoteco Rodrigues & Bonaldo, 2014 — Brasile
- Corinna testacea (Banks, 1898) — Messico
- Corinna toussainti Bryant, 1948 — Hispaniola
- Corinna tranquilla Rodrigues & Bonaldo, 2014 — Brasile
- Corinna travassosi Mello-Leitão, 1939 — Brasile
- Corinna urbanae Soares & Camargo, 1948 — Brasile
- Corinna variegata F. O. P.-Cambridge, 1899 — Guatemala, Guyana
- Corinna venezuelica (Caporiacco, 1955) — Venezuela
- Corinna vesperata Rodrigues & Bonaldo, 2014 — Brasile
- Corinna vilanovae Rodrigues & Bonaldo, 2014 — Brasile
- Corinna zecarioca Rodrigues & Bonaldo, 2014 — Brasile
- Corinna ziriguidum Rodrigues & Bonaldo, 2014 — Brasile

## Corinnomma
Corinnomma Karsch, 1880
- Corinnomma afghanicum Roewer, 1962 — Afghanistan
- Corinnomma albobarbatum Simon, 1897 — Saint Vincent
- Corinnomma comulatum Thorell, 1891 — Isole Nicobare
- Corinnomma formiciforme Rainbow, 1904 — Nuovo Galles del Sud
- Corinnomma javanum Simon, 1905 — Thailandia, Giava, Borneo
- Corinnomma lawrencei Haddad, 2006 — Tanzania, Mozambico, Sudafrica
- Corinnomma moerens Thorell, 1890 — Sumatra
- Corinnomma olivaceum Simon, 1896 — Etiopia
- Corinnomma plumosa (Thorell, 1881) — Molucche
- Corinnomma rapax Deeleman-Reinhold, 1993 — Sumatra, Borneo
- Corinnomma rufofuscum Reimoser, 1934 — India
- Corinnomma semiglabrum (Simon, 1896) — Zimbabwe, Sudafrica, Swaziland
- Corinnomma severum (Thorell, 1877) — dall'India alla Cina, Filippine, Sulawesi
- Corinnomma suaverubens Simon, 1896 — Queensland
- Corinnomma thorelli Simon, 1905 — Giava

## Creugas
Creugas Thorell, 1878
- Creugas annamae (Gertsch & Davis, 1940) — Messico
- Creugas apophysarius (Caporiacco, 1947) — Guyana
- Creugas bajulus (Gertsch, 1942) — Messico
- Creugas bellator (L. Koch, 1866) — Venezuela, Colombia, Ecuador
- Creugas berlandi Bonaldo, 2000 — Ecuador
- Creugas bicuspis (F. O. P.-Cambridge, 1899) — Messico
- Creugas cinnamius Simon, 1888 — Messico
- Creugas comondensis Jiménez, 2007 — Messico
- Creugas epicureanus (Chamberlin, 1924) — Messico
- Creugas falculus (F. O. P.-Cambridge, 1899) — Messico
- Creugas guaycura Jiménez, 2008 — Messico
- Creugas gulosus Thorell, 1878 — cosmopolita
- Creugas lisei Bonaldo, 2000 — Brasile, Uruguay, Argentina
- Creugas mucronatus (F. O. P.-Cambridge, 1899) — Costa Rica, Panama
- Creugas navus (F. O. P.-Cambridge, 1899) — Messico
- Creugas nigricans (C. L. Koch, 1841) — Messico, Colombia
- Creugas plumatus (L. Koch, 1866) — Colombia
- Creugas praeceps (F. O. P.-Cambridge, 1899) — Messico
- Creugas silvaticus (Chickering, 1937) — Panama
- Creugas uncatus (F. O. P.-Cambridge, 1899) — Messico

## Crinopseudoa
Crinopseudoa Jocqué & Bosselaers, 2011
- Crinopseudoa billeni Jocqué & Bosselaers, 2011 — Guinea
- Crinopseudoa bong Jocqué & Bosselaers, 2011 — Liberia
- Crinopseudoa bongella Jocqué & Bosselaers, 2011 — Liberia
- Crinopseudoa caligula Jocqué & Bosselaers, 2011 — Liberia
- Crinopseudoa catharinae Jocqué & Bosselaers, 2011 — Guinea, Liberia
- Crinopseudoa ephialtes Jocqué & Bosselaers, 2011 — Guinea
- Crinopseudoa flomoi Jocqué & Bosselaers, 2011 — Liberia
- Crinopseudoa leiothorax Jocqué & Bosselaers, 2011 — Guinea
- Crinopseudoa otus Jocqué & Bosselaers, 2011 — Guinea
- Crinopseudoa paucigranulata Jocqué & Bosselaers, 2011 — Guinea
- Crinopseudoa titan Jocqué & Bosselaers, 2011 — Guinea

## Cycais
Cycais Thorell, 1877
- Cycais cylindrata Thorell, 1877 — Sulawesi
- Cycais gracilis Karsch, 1879 — Giappone

## Echinax
Echinax Deeleman-Reinhold, 2001
- Echinax anlongensis Yang, Song & Zhu, 2004 — Cina
- Echinax bosmansi (Deeleman-Reinhold, 1995) — Sulawesi
- Echinax clara Haddad, 2012 — Ghana, Congo
- Echinax hesperis Haddad, 2012 — Costa d'Avorio
- Echinax javana (Deeleman-Reinhold, 1995) — Giava
- Echinax longespina (Simon, 1910) — Africa occidentale, centrale ed orientale
- Echinax natalensis Haddad, 2012 — Sudafrica
- Echinax oxyopoides (Deeleman-Reinhold, 1995) — Cina, Sumatra, Borneo
- Echinax panache Deeleman-Reinhold, 2001 — Cina, Thailandia
- Echinax scharffi Haddad, 2012 — Tanzania
- Echinax similis Haddad, 2012 — Sudafrica
- Echinax spatulata Haddad, 2012 — Africa occidentale, centrale ed orientale

## Ecitocobius
Ecitocobius Bonaldo & Brescovit, 1998
- Ecitocobius comissator Bonaldo & Brescovit, 1998 — Brasile

## Erendira
Erendira Bonaldo, 2000
- Erendira atrox (Caporiacco, 1955) — Venezuela
- Erendira luteomaculata (Petrunkevitch, 1925) — Panama
- Erendira pallidoguttata (Simon, 1897) — Porto Rico, Piccole Antille
- Erendira pictithorax (Caporiacco, 1955) — Venezuela
- Erendira subsignata (Simon, 1897) — Saint Vincent

## Falconina
Falconina Brignoli, 1985
- Falconina albomaculosa (Schmidt, 1971) — Ecuador
- Falconina crassipalpis (Chickering, 1937) — Panama, Cuba
- Falconina gracilis (Keyserling, 1891) — Brasile, Paraguay, Argentina (introdotto in USA)
- Falconina melloi (Schenkel, 1953) — Colombia, Venezuela

## Graptartia
Graptartia Simon, 1896
- Graptartia granulosa Simon, 1896 — Africa centrale, orientale e meridionale
- Graptartia mutillica Haddad, 2004 — Costa d'Avorio, Etiopia, Tanzania, Sudafrica
- Graptartia scabra (Simon, 1878) — Marocco, Algeria
- Graptartia tropicalis Haddad, 2004 — Congo, Tanzania, Sudafrica

## Hortipes
Hortipes Bosselaers & Ledoux, 1998
- Hortipes abucoletus Bosselaers & Jocqué, 2000 — Camerun
- Hortipes aelurisiepae Bosselaers & Jocqué, 2000 — Sudafrica
- Hortipes alderweireldti Bosselaers & Jocqué, 2000 — Guinea Equatoriale
- Hortipes amphibolus Bosselaers & Jocqué, 2000 — Congo
- Hortipes anansiodatus Bosselaers & Jocqué, 2000 — Camerun
- Hortipes angariopsis Bosselaers & Jocqué, 2000 — Tanzania
- Hortipes arboricola Ledoux & Emerit, 1998 — Gabon
- Hortipes architelones Bosselaers & Jocqué, 2000 — Camerun
- Hortipes atalante Bosselaers & Jocqué, 2000 — Sudafrica
- Hortipes auriga Bosselaers & Jocqué, 2000 — Congo
- Hortipes aurora Bosselaers & Jocqué, 2000 — Congo
- Hortipes baerti Bosselaers & Jocqué, 2000 — Costa d'Avorio
- Hortipes bjorni Bosselaers & Jocqué, 2000 — Tanzania
- Hortipes bosmansi Bosselaers & Jocqué, 2000 — Camerun
- Hortipes calliblepharus Bosselaers & Jocqué, 2000 — Camerun
- Hortipes castor Bosselaers & Jocqué, 2000 — Tanzania
- Hortipes centralis Bosselaers & Jocqué, 2000 — Congo
- Hortipes chrysothemis Bosselaers & Jocqué, 2000 — Camerun
- Hortipes coccinatus Bosselaers & Jocqué, 2000 — Sudafrica
- Hortipes contubernalis Bosselaers & Jocqué, 2000 — Sudafrica
- Hortipes creber Bosselaers & Jocqué, 2000 — Tanzania
- Hortipes cucurbita Bosselaers & Jocqué, 2000 — Tanzania
- Hortipes delphinus Bosselaers & Jocqué, 2000 — Tanzania
- Hortipes depravator Bosselaers & Jocqué, 2000 — Camerun
- Hortipes echo Bosselaers & Jocqué, 2000 — Congo
- Hortipes exoptans Bosselaers & Jocqué, 2000 — Tanzania
- Hortipes falcatus Bosselaers & Jocqué, 2000 — Congo, Ruanda, Uganda
- Hortipes fastigiensis Bosselaers & Jocqué, 2000 — Tanzania
- Hortipes fortipes Bosselaers & Jocqué, 2000 — Guinea Equatoriale
- Hortipes gigapophysalis Jocqué, Bosselaers & Henrard, 2012 — Guinea
- Hortipes griswoldi Bosselaers & Jocqué, 2000 — Sudafrica
- Hortipes hastatus Bosselaers & Jocqué, 2000 — Congo, Uganda
- Hortipes hesperoecius Bosselaers & Jocqué, 2000 — Sierra Leone
- Hortipes hormigricola Bosselaers & Jocqué, 2000 — Camerun
- Hortipes horta Bosselaers & Jocqué, 2000 — Congo
- Hortipes hyakutake Bosselaers & Jocqué, 2000 — Sudafrica
- Hortipes irimus Bosselaers & Jocqué, 2000 — Sudafrica
- Hortipes klumpkeae Bosselaers & Jocqué, 2000 — Tanzania
- Hortipes lejeunei Bosselaers & Jocqué, 2000 — Congo, Rwanda
- Hortipes leno Bosselaers & Jocqué, 2000 — Tanzania
- Hortipes libidinosus Bosselaers & Jocqué, 2000 — Tanzania
- Hortipes licnophorus Bosselaers & Jocqué, 2000 — Sudafrica
- Hortipes limicola Ledoux & Emerit, 1998 — Gabon
- Hortipes luytenae Bosselaers & Ledoux, 1998 — Sudafrica
- Hortipes machaeropolion Bosselaers & Jocqué, 2000 — Nigeria
- Hortipes marginatus Ledoux & Emerit, 1998 — Costa d'Avorio
- Hortipes merwei Bosselaers & Jocqué, 2000 — Sudafrica
- Hortipes mesembrinus Bosselaers & Jocqué, 2000 — Sudafrica
- Hortipes mulciber Bosselaers & Jocqué, 2000 — Tanzania
- Hortipes narcissus Bosselaers & Jocqué, 2000 — Congo
- Hortipes orchatocnemis Bosselaers & Jocqué, 2000 — Malawi
- Hortipes oronesiotes Bosselaers & Jocqué, 2000 — Malawi
- Hortipes ostiovolutus Bosselaers & Jocqué, 2000 — Tanzania
- Hortipes paludigena Ledoux & Emerit, 1998 — Gabon
- Hortipes penthesileia Bosselaers & Jocqué, 2000 — Malawi
- Hortipes platnicki Bosselaers & Jocqué, 2000 — Tanzania
- Hortipes pollux Bosselaers & Jocqué, 2000 — Malawi
- Hortipes puylaerti Bosselaers & Jocqué, 2000 — Camerun
- Hortipes robertus Bosselaers & Jocqué, 2000 — Camerun
- Hortipes rothorum Bosselaers & Jocqué, 2000 — Sudafrica
- Hortipes salticola Bosselaers & Jocqué, 2000 — Tanzania
- Hortipes sceptrum Bosselaers & Jocqué, 2000 — Camerun
- Hortipes scharffi Bosselaers & Jocqué, 2000 — Tanzania
- Hortipes schoemanae Bosselaers & Jocqué, 2000 — Sudafrica
- Hortipes silvarum Ledoux & Emerit, 1998 — Costa d'Avorio
- Hortipes stoltzei Bosselaers & Jocqué, 2000 — Tanzania
- Hortipes tarachodes Bosselaers & Jocqué, 2000 — Congo
- Hortipes terminator Bosselaers & Jocqué, 2000 — Congo
- Hortipes wimmertensi Bosselaers & Jocqué, 2000 — Sudafrica
- Hortipes zombaensis Bosselaers & Jocqué, 2000 — Malawi

## Humua
Humua Ono, 1987
- Humua takeuchii Ono, 1987 — Isole Ryukyu

## Ianduba
Ianduba Bonaldo, 1997
- Ianduba abara Bonaldo & Brescovit, 2007 — Brasile
- Ianduba caxixe Bonaldo, 1997 — Brasile
- Ianduba mugunza Bonaldo & Brescovit, 2007 — Brasile
- Ianduba patua Bonaldo, 1997 — Brasile
- Ianduba paubrasil Bonaldo, 1997 — Brasile
- Ianduba varia (Keyserling, 1891) — Brasile, Argentina
- Ianduba vatapa Bonaldo, 1997 — Brasile

## Leichhardteus
Leichhardteus Raven & Baehr, 2013
- Leichhardteus albofasciatus Raven & Baehr, 2013 — Queensland, Nuovo Galles del Sud
- Leichhardteus badius Raven & Baehr, 2013 — Queensland
- Leichhardteus bimaculatus Raven & Baehr, 2013 — Queensland
- Leichhardteus conopalpis Raven & Baehr, 2013 — Australia orientale
- Leichhardteus garretti Raven & Baehr, 2013 — Queensland
- Leichhardteus kroombit Raven & Baehr, 2013 — Queensland, Nuovo Galles del Sud
- Leichhardteus rienhardi Raven & Baehr, 2013 — Queensland
- Leichhardteus terriiewinae Raven & Baehr, 2013 — Queensland

## Mandaneta
Mandaneta Strand, 1932
- Mandaneta sudana (Karsch, 1880) — Sudan

## Mazax
Mazax O. P.-Cambridge, 1898
- Mazax ajax Reiskind, 1969 — Messico
- Mazax chickeringi Reiskind, 1969 — Giamaica
- Mazax kaspari Cokendolpher, 1978 — USA
- Mazax pax Reiskind, 1969 — dagli USA a Panama
- Mazax spinosa (Simon, 1897) — America centrale, Piccole Antille
- Mazax xerxes Reiskind, 1969 — Costa Rica

## Medmassa
Medmassa Simon, 1887
- Medmassa australiensis (L. Koch, 1867) — Nuovo Galles del Sud
- Medmassa bicolor Hogg, 1900 — Victoria (Australia)
- Medmassa celebensis (Deeleman-Reinhold, 1995) — Sulawesi
- Medmassa diplogale Deeleman-Reinhold, 2001 — Borneo
- Medmassa frenata (Simon, 1877) — Filippine
- Medmassa fusca Hogg, 1900 — Victoria (Australia)
- Medmassa insignis (Thorell, 1890) — Sumatra, Borneo
- Medmassa kltina (Barrion & Litsinger, 1995) — Filippine
- Medmassa pallipes (L. Koch, 1873) — Nuovo Galles del Sud, Victoria
- Medmassa pulchra (Thorell, 1881) — Nuova Guinea
- Medmassa pusilla Simon, 1896 — Nuova Caledonia
- Medmassa semiaurantiaca Simon, 1910 — Guinea-Bissau
- Medmassa semiflava Simon, 1896 — Queensland
- Medmassa tigris (Deeleman-Reinhold, 1995) — Sumatra, Borneo

## Megalostrata
Megalostrata Karsch, 1880
- Megalostrata bruneri (Bryant, 1936) — Cuba
- Megalostrata depicta (O. P.-Cambridge, 1895) — Messico
- Megalostrata monistica (Chamberlin, 1924) — Messico
- Megalostrata raptor (L. Koch, 1866) — dal Messico a Panama

## Merenius
Merenius Simon, 1910
- Merenius alberti Lessert, 1923 — Sudafrica
- Merenius concolor Caporiacco, 1947 — Tanzania
- Merenius myrmex Simon, 1910 — Guinea-Bissau
- Merenius plumosus Simon, 1910 — Guinea-Bissau
- Merenius proximus Lessert, 1929 — Congo 
  - Merenius proximus quadrimaculatus Lessert, 1946 — Congo
- Merenius recurvatus (Strand, 1906) — Etiopia, Africa orientale
- Merenius secundus (Strand, 1907) — Tanzania
- Merenius simoni Lessert, 1921 — Congo, Africa orientale
- Merenius solitarius Lessert, 1946 — Congo
- Merenius tenuiculus Simon, 1910 — Sierra Leone
- Merenius yemenensis Denis, 1953 — Yemen

## Messapus
Messapus Simon, 1898
- Messapus martini Simon, 1898 — Sudafrica
- Messapus natalis (Pocock, 1898) — Mozambico, Sudafrica

## Methesis
Methesis Simon, 1896
- Methesis bimaculata Simon, 1896 — Queensland
- Methesis brevitarsa Caporiacco, 1954 — Guyana Francese
- Methesis semirufa Simon, 1896 — Colombia, Brasile, Perù, Bolivia

## Myrmecium
Myrmecium Latreille, 1824
- Myrmecium aurantiacum Mello-Leitão, 1941 — Brasile
- Myrmecium bifasciatum Taczanowski, 1874 — Brasile, Guyana Francese
- Myrmecium bonaerense Holmberg, 1881 — Argentina
- Myrmecium camponotoides Mello-Leitão, 1932 — Brasile
- Myrmecium dacetoniforme Mello-Leitão, 1932 — Brasile
- Myrmecium fuscum Dahl, 1907 — Bolivia
- Myrmecium gounellei Simon, 1896 — Brasile
- Myrmecium itatiaiae Mello-Leitão, 1932 — Brasile
- Myrmecium latreillei (Lucas, 1856) — Brasile
- Myrmecium monacanthum Simon, 1897 — Venezuela
- Myrmecium obscurum Keyserling, 1891 — Brasile
- Myrmecium reticulatum Dahl, 1907 — Perù
- Myrmecium rufum Latreille, 1824 — Brasile
- Myrmecium trifasciatum Caporiacco, 1947 — Guyana
- Myrmecium vertebratum (Walckenaer, 1837) — Brasile
- Myrmecium viehmeyeri Dahl, 1907 — Perù

## Myrmecotypus
Myrmecotypus O. P.-Cambridge, 1894
- Myrmecotypus fuliginosus O. P.-Cambridge, 1894 — Messico
- Myrmecotypus iguazu Rubio & Arbino, 2009 — Argentina
- Myrmecotypus lineatipes Chickering, 1937 — Panama
- Myrmecotypus lineatus (Emerton, 1909) — USA
- Myrmecotypus niger Chickering, 1937 — Panama
- Myrmecotypus olympus Reiskind, 1969 — Panama
- Myrmecotypus orpheus Reiskind, 1969 — Panama
- Myrmecotypus pilosus (O. P.-Cambridge, 1898) — dal Messico a Panama
- Myrmecotypus rettenmeyeri Unzicker, 1965 — Panama

## Olbus
Olbus Simon, 1880
- Olbus eryngiophilus Ramírez, Lopardo & Bonaldo, 2001 — Cile
- Olbus jaguar Ramírez, Lopardo & Bonaldo, 2001 — Cile
- Olbus krypto Ramírez, Lopardo & Bonaldo, 2001 — Cile
- Olbus nahuelbuta Ramírez, Lopardo & Bonaldo, 2001 — Cile
- Olbus sparassoides (Nicolet, 1849) — Cile

## Parachemmis
Parachemmis Chickering, 1937
- Parachemmis fuscus Chickering, 1937 — Panama
- Parachemmis hassleri (Gertsch, 1942) — Guyana
- Parachemmis manauara Bonaldo, 2000 — Brasile

## Paradiestus
Paradiestus Mello-Leitão, 1915
- Paradiestus aurantiacus Mello-Leitão, 1915 — Brasile
- Paradiestus egregius (Simon, 1896) — Brasile
- Paradiestus giganteus (Karsch, 1880) — Brasile
- Paradiestus penicillatus (Mello-Leitão, 1939) — Brasile
- Paradiestus vitiosus (Keyserling, 1891) — Brasile

## Poecilipta
Poecilipta Simon, 1896
- Poecilipta janthina Simon, 1896 — Queensland
- Poecilipta venusta Rainbow, 1904 — Nuovo Galles del Sud

## Pranburia
Pranburia Deeleman-Reinhold, 1993
- Pranburia mahannopi Deeleman-Reinhold, 1993 — Thailandia, Cambogia, Malaysia

## Procopius
Procopius Thorell, 1899
- Procopius aeneolus Simon, 1903 — Guinea Equatoriale
- Procopius aethiops Thorell, 1899 — Camerun
- Procopius affinis Lessert, 1946 — Congo
- Procopius ensifer Simon, 1910 — Africa occidentale, Isola di Bioko (Golfo di Guinea)
- Procopius gentilis Simon, 1910 — Africa occidentale
- Procopius granulosus Simon, 1903 — Guinea Equatoriale, Camerun, Isola di Bioko (Golfo di Guinea) 
  - Procopius granulosus helluo Simon, 1910 — Isola di Bioko (Golfo di Guinea)
- Procopius laticeps Simon, 1910 — Isola di Bioko (Golfo di Guinea)
- Procopius luteifemur Schmidt, 1956 — Camerun
- Procopius vittatus Thorell, 1899 — Camerun

## Pronophaea
Pronophaea Simon, 1897
- Pronophaea natalica Simon, 1897 — Sudafrica
- Pronophaea proxima (Lessert, 1923) — Sudafrica
- Pronophaea vidua (Lessert, 1923) — Sudafrica

## Psellocoptus
Psellocoptus Simon, 1896
- Psellocoptus buchlii Reiskind, 1971 — Venezuela
- Psellocoptus flavostriatus Simon, 1896 — Venezuela
- Psellocoptus prodontus Reiskind, 1971 — Venezuela

## Pseudocorinna
Pseudocorinna Simon, 1910
- Pseudocorinna alligator Jocqué & Bosselaers, 2011 — Guinea, Liberia, Costa d'Avorio
- Pseudocorinna amicorum Jocqué & Bosselaers, 2011 — Camerun
- Pseudocorinna amphibia Jocqué & Bosselaers, 2011 — Costa d'Avorio
- Pseudocorinna banco Jocqué & Bosselaers, 2011 — Guinea, Costa d'Avorio
- Pseudocorinna bilobata Jocqué & Bosselaers, 2011 — Togo
- Pseudocorinna brianeno Jocqué & Bosselaers, 2011 — Guinea, Liberia, Costa d'Avorio
- Pseudocorinna celisi Jocqué & Bosselaers, 2011 — Congo
- Pseudocorinna christae Jocqué & Bosselaers, 2011 — Costa d'Avorio
- Pseudocorinna cymarum Jocqué & Bosselaers, 2011 — Ghana
- Pseudocorinna doutreleponti Jocqué & Bosselaers, 2011 — Camerun
- Pseudocorinna eruca Jocqué & Bosselaers, 2011 — Congo
- Pseudocorinna evertsi Jocqué & Bosselaers, 2011 — Costa d'Avorio
- Pseudocorinna febe Jocqué & Bosselaers, 2011 — Camerun
- Pseudocorinna felix Jocqué & Bosselaers, 2011 — Costa d'Avorio
- Pseudocorinna gevaertsi Jocqué & Bosselaers, 2011 — Congo
- Pseudocorinna incisa Jocqué & Bosselaers, 2011 — Gabon
- Pseudocorinna juakalyi Jocqué & Bosselaers, 2011 — Congo
- Pseudocorinna lanius Jocqué & Bosselaers, 2011 — Liberia, Costa d'Avorio
- Pseudocorinna lobelia Jocqué & Bosselaers, 2011 — Congo
- Pseudocorinna natalis Jocqué & Bosselaers, 2011 — Congo
- Pseudocorinna naufraga Jocqué & Bosselaers, 2011 — Congo
- Pseudocorinna okupe Jocqué & Bosselaers, 2011 — Camerun
- Pseudocorinna orientalis Jocqué & Bosselaers, 2011 — Congo
- Pseudocorinna perplexa Jocqué & Bosselaers, 2011 — Nigeria
- Pseudocorinna personata Jocqué & Bosselaers, 2011 — Camerun
- Pseudocorinna rutila Simon, 1910 — Guinea-Bissau
- Pseudocorinna septemaculeata Simon, 1910 — isola di Bioko (Golfo di Guinea)
- Pseudocorinna ubicki Jocqué & Bosselaers, 2011 — isola di Bioko (Golfo di Guinea)
- Pseudocorinna victoria Jocqué & Bosselaers, 2011 — Camerun

## Scorteccia
Scorteccia Caporiacco, 1936
- Scorteccia termitarum Caporiacco, 1936 — Libia

## Septentrinna
Septentrinna Bonaldo, 2000
- Septentrinna bicalcarata (Simon, 1896) — USA, Messico
- Septentrinna paradoxa (F. O. P.-Cambridge, 1899) — Guatemala
- Septentrinna potosi Bonaldo, 2000 — Messico
- Septentrinna retusa (F. O. P.-Cambridge, 1899) — Guatemala
- Septentrinna steckleri (Gertsch, 1936) — USA, Messico
- Septentrinna yucatan Bonaldo, 2000 — Messico

## Serendib
Serendib Deeleman-Reinhold, 2001
- Serendib muadai Jäger, Nophaseud & Praxaysombath, 2012 — Laos
- Serendib suthepica Deeleman-Reinhold, 2001 — Thailandia, Bali (Indonesia)
- Serendib volans Deeleman-Reinhold, 2001 — Thailandia, Borneo

## Simonestus
Simonestus Bonaldo, 2000
- Simonestus occidentalis (Schenkel, 1953) — Venezuela
- Simonestus pseudobulbulus (Caporiacco, 1938) — Guatemala
- Simonestus robustus (Chickering, 1937) — Panama
- Simonestus semiluna (F. O. P.-Cambridge, 1899) — Messico, Guatemala
- Simonestus separatus (Schmidt, 1971) — dal Guatemala al Perù
- Simonestus validus (Simon, 1898) — Venezuela

## Sphecotypus
Sphecotypus O. P.-Cambridge, 1895
- Sphecotypus birmanicus (Thorell, 1897) — Myanmar, Borneo
- Sphecotypus niger (Perty, 1833) — Panama, Venezuela, Brasile
- Sphecotypus taprobanicus Simon, 1897 — Sri Lanka

## Stethorrhagus
Stethorrhagus Simon, 1896
- Stethorrhagus archangelus Bonaldo & Brescovit, 1994 — Brasile
- Stethorrhagus chalybeius (L. Koch, 1866) — Colombia
- Stethorrhagus duidae Gertsch, 1942 — Venezuela
- Stethorrhagus hyula Bonaldo & Brescovit, 1994 — Colombia
- Stethorrhagus latoma Bonaldo & Brescovit, 1994 — Venezuela
- Stethorrhagus limbatus Simon, 1896 — Brasile, Guyana
- Stethorrhagus lupulus Simon, 1896 — Colombia, Venezuela, Perù, Brasile
- Stethorrhagus maculatus (L. Koch, 1866) — Colombia
- Stethorrhagus nigrinus (Berland, 1913) — Ecuador
- Stethorrhagus oxossi Bonaldo & Brescovit, 1994 — Brasile
- Stethorrhagus peckorum Bonaldo & Brescovit, 1994 — Venezuela
- Stethorrhagus penai Bonaldo & Brescovit, 1994 — Ecuador
- Stethorrhagus planada Bonaldo & Brescovit, 1994 — Colombia
- Stethorrhagus roraimae Gertsch, 1942 — Brasile
- Stethorrhagus tridentatus Caporiacco, 1955 — Venezuela

## Supunna
Supunna Simon, 1897
- Supunna albomaculata (Rainbow, 1902) — Nuovo Galles del Sud
- Supunna albopunctata (Hogg, 1896) — Australia centrale
- Supunna coloripes (Walckenaer, 1805) — Australia
- Supunna funerea Simon, 1896 — Tasmania
- Supunna insularis (L. Koch, 1873) — Isole Figi
- Supunna michaelseni Simon, 1909 — Australia occidentale
- Supunna picta (L. Koch, 1873) — Queensland, Nuova Zelanda
- Supunna smaragdinea Simon, 1909 — Australia occidentale
- Supunna versicolor Simon, 1896 — Victoria

## Tapixaua
Tapixaua Bonaldo, 2000
- Tapixaua callida Bonaldo, 2000 — Brasile, Perù

## Tupirinna
Tupirinna Bonaldo, 2000
- Tupirinna albofasciata (Mello-Leitão, 1943) — Brasile
- Tupirinna rosae Bonaldo, 2000 — Venezuela, Brasile
- Tupirinna trilineata (Chickering, 1937) — Panama

## Vendaphaea
Vendaphaea Haddad, 2009
- Vendaphaea lajuma Haddad, 2009 — Sudafrica

## Wasaka
Wasaka Haddad, 2013
- Wasaka imitatrix Haddad, 2013 — Tanzania
- Wasaka montana Haddad, 2013 — Burundi, Ruanda, Uganda
- Wasaka occulta Haddad, 2013 — Tanzania
- Wasaka ventralis Haddad, 2013 — Camerun

## Xeropigo
Xeropigo O. P.-Cambridge, 1882
- Xeropigo brescoviti De Souza & Bonaldo, 2007 — Bolivia
- Xeropigo camilae De Souza & Bonaldo, 2007 — Brasile
- Xeropigo candango De Souza & Bonaldo, 2007 — Brasile
- Xeropigo cotijuba De Souza & Bonaldo, 2007 — Guiana, Brasile
- Xeropigo pachitea De Souza & Bonaldo, 2007 — Perù
- Xeropigo perene De Souza & Bonaldo, 2007 — Perù
- Xeropigo rheimsae De Souza & Bonaldo, 2007 — Brasile
- Xeropigo smedigari (Caporiacco, 1955) — Venezuela, Trinidad
- Xeropigo tridentiger (O. P.-Cambridge, 1869) — USA, dalle Indie occidentali al Brasile, Isola di Sant'Elena 
  - Xeropigo tridentiger reichardti (Strand, 1916) — isola di Grand Cayman